# Choi Sang-mok
Dans ce nom coréen, le nom de famille, Choi, précède le nom personnel.
Pour les articles homonymes, voir Choi.
Choi Sang-mok (en coréen : 최상목), né le 7 juin 1963 à Séoul (Corée du Sud), est un homme politique sud-coréen, Vice-Premier ministre et ministre de l'Économie et des Finances du 29 décembre 2023 au 1er mai 2025, ayant déjà occupé plusieurs fonctions au sein du ministère de l'Économie et des Finances. Il est président de la république de Corée et premier ministre, tous deux par intérim, du 27 décembre 2024 au 24 mars 2025, durant la suspension de Han Duck-soo.
Pourtant l'un des fidèles du président Yoon, il s'oppose à l'instauration de la loi martiale lorsque celui-ci tente de l'imposer

## Biographie

### Président de la République par intérim
Choi Sang-mok accède à la présidence de la république de Corée et à la fonction de premier ministre de Corée de manière précipitée dans la foulée de la tentative d'instauration de la loi martiale par le président Yoon Suk-yeol, le 3 décembre 2024. Cette instauration de la loi martiale est décriée par une partie de la population et l'opposition formée du Parti démocrate, qui la considère comme un coup d'État. Majoritaire à l'Assemblée nationale et bénéficiant de l'appui de quelques députés du parti au pouvoir, le Parti démocrate propose une motion visant à destituer le président Yoon, qui sera adoptée le 14 décembre 2024.
Le premier ministre, Han Duck-soo, suivant dans l'ordre de succession présidentielle, accède ce même jour à la présidence du pays tout en conservant ses fonctions de premier ministre. Refusant de pourvoir aux trois postes vacants de juges à la Cour constitutionnelle, élément-clé de revendication de l'opposition, il fait également face à un vote de l'Assemblée nationale visant à le destituer, le 27 décembre 2024. Dès lors destitué, Han est remplacé par Choi Sang-mok, alors vice-premier ministre et ministre de l'Économie et des Finances qui accède simultanément aux fonctions de président de la République et de premier ministre.
Deux jours après son entrée en fonction, il est confronté à l'écrasement d'avion le plus meurtrier de l'histoire de la Corée du Sud qui survient dans le sud du pays. Il déclare le district de Muan comme « zone spéciale de désastre » et instaure un deuil national de sept jours,.
Le 31 décembre 2024, Choi accède à une importante demande de l'opposition démocrate et accepte de pourvoir deux des trois postes vacants de juges à la Cour constitutionnelle, contrairement à son prédécesseur qui avait refusé cette demande et vu sa présidence s'achever en raison d'un vote de destitution de l'Assemblée nationale,. Les deux juges nommés font suite à une recommandation du Parti démocrate et une du Parti au pouvoir au peuple. Cette décision reçoit des critiques tant de membres de son propre parti, qui le critiquent pour avoir cédé face à l'opposition, que de membres de l'opposition, qui le critiquent pour n'avoir pas procédé à la nomination du troisième juge dont le siège était vacant.

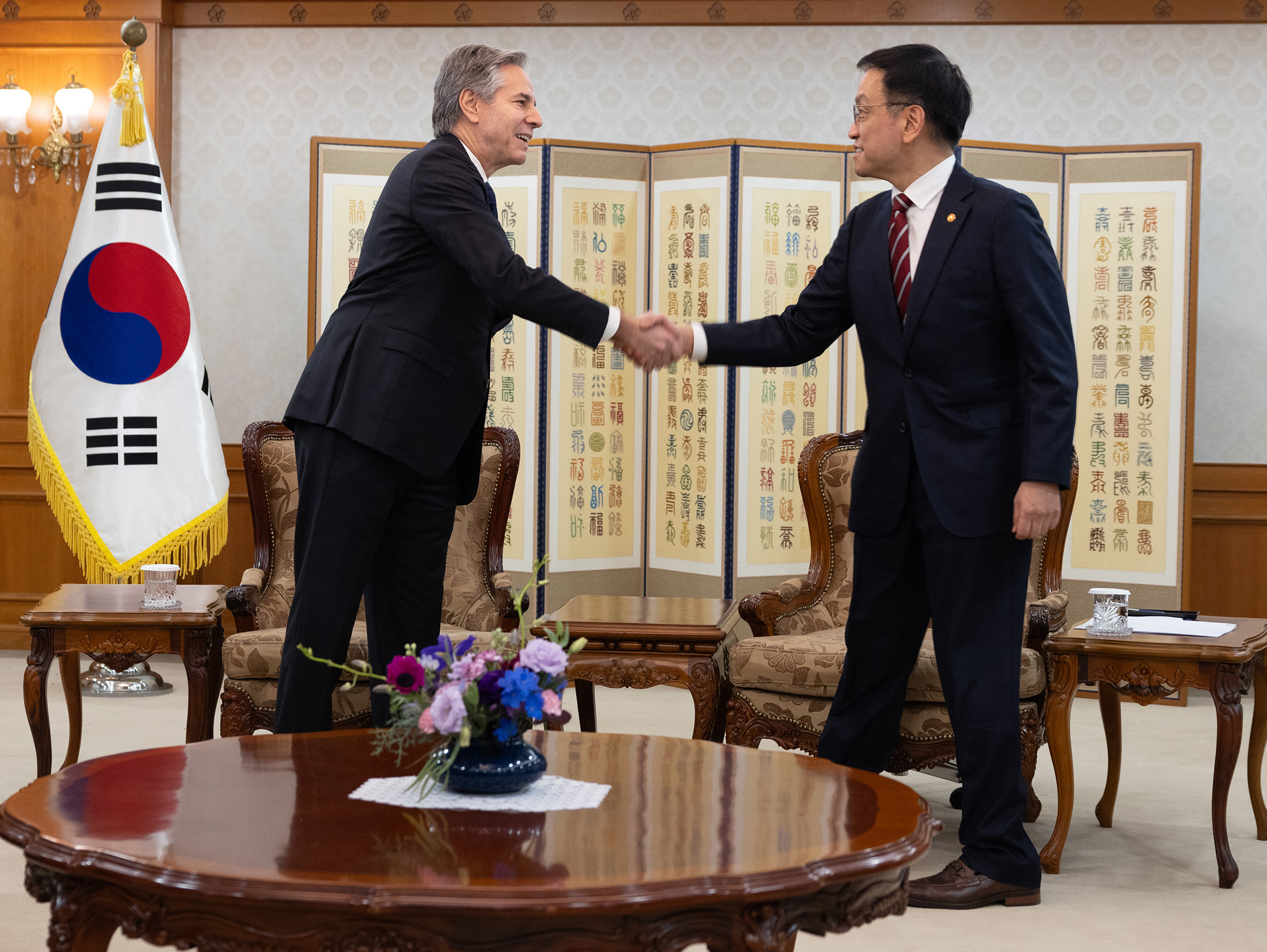
Le président Choi avec le secrétaire d'État américain Antony Blinken en visite à Séoul, le 6 janvier 2025.

Le président Choi est également critiqué par l'opposition pour n'avoir pas ordonné au Service de sécurité présidentiel de coopérer avec le Bureau d’enquête sur la corruption des hautes personnalités afin que celui-ci ait le champ libre pour procéder à l'arrestation du président suspendu Yoon. Malgré un mandat d'arrêt émis le 31 décembre 2024,, celui-ci ne pourra être arrêté par le Bureau que le 15 janvier 2025.
Le 6 janvier 2025, Choi reçoit la visite du secrétaire d'État américain Antony Blinken, ceci dans l'objectif du gouvernement américain de réaffirmer son soutien à la Corée du Sud en cette période d'instabilité politique.
Le 24 mars 2025, la Cour constitutionnelle acquitte Han Duck-soo et le restaure dans ses fonctions de président par intérim et de Premier ministre.
Le 21 mars 2025, le Parti démocrate ainsi que quatre autres partis d'opposition ont déposé une motion de destitution à l'Assemblée nationale visant le président par intérim Choi, en raison de son refus de nommer des juges à la Cour constitutionnelle. Les auteurs de la motion ont également accusé Choi d'avoir soutenu la déclaration de loi martiale faite par Yoon en décembre 2024, de ne pas avoir nommé un procureur indépendant soutenu par l'Assemblée nationale pour enquêter sur une éventuelle tentative d’insurrection de la part de Yoon — malgré l’adoption d’une résolution parlementaire en ce sens —, ainsi que d’avoir omis de donner suite à une candidature à la Cour suprême de Corée.
Après que Choi eut repris ses fonctions de ministre des Finances, la motion de destitution fut soumise à la séance plénière de l’Assemblée nationale le 2 avril 2025. Toutefois, Choi a démissionné à 22 h 28 (heure locale), quelques minutes avant le vote prévu le 1er mai, entraînant la suspension de la procédure,,. Cette démission a réduit le nombre de membres du cabinet à 14, en dessous du minimum constitutionnel de 15 requis pour sa convocation.
Les fonctionnaires menacés de destitution ne peuvent démissionner après avoir reçu une copie certifiée conforme de la résolution. Or, la démission de Choi a été acceptée à 22 h 41 (heure locale) avant la fin du vote et avant même qu'une notification ne soit remise, rendant la restriction inapplicable. Le vote a ensuite été déclaré nul en cours de procédure. Dans une déclaration faisant suite à sa démission, Choi a déclaré : « Je regrette de devoir démissionner à un moment où les conditions économiques nationales et mondiales restent difficiles, et je présente mes excuses au peuple coréen. »,.
Choi était le candidat prévu à la présidence par intérim après la démission de Han, survenue le même jour à 16 heures (heure locale), avec effet à minuit (heure locale). Par conséquent, le ministre de l'Éducation et vice-Premier ministre Lee Ju-ho assure l'intérim,.